# Bolesławice-Kolonia
Bolesławice-Kolonia – nieoficjalna kolonia wsi Bolesławice w Polsce położona w województwie pomorskim, w powiecie słupskim, w gminie Kobylnica.
W latach 1975–1998 miejscowość administracyjnie należała do województwa słupskiego.